# Micromus vagus
Micromus vagus là một loài côn trùng trong họ Hemerobiidae thuộc bộ Neuroptera. Loài này được Perkins in Sharp miêu tả năm 1899.